# Attention – A Life in Extremes
Attention – A Life in Extremes (deutsch Achtung – Ein Leben in Extremen) ist eine 90-minütige österreichische Dokumentation im Kinoformat zum Thema Extremsport. Regie führte der Österreicher Sascha Koellnreitner.
Die Dokumentation zeigt drei Athleten – Freitaucher Guillaume Néry (Frankreich), Extremradfahrer Gerhard Gulewicz (Österreich) und Wingsuit-Springer Halvor Angvik (Norwegen) – bei ihren ehrgeizigen sportlichen Vorhaben und wie sie bis an die Grenzen ihrer Leistungsfähigkeit gehen. Kinostart in Österreich ist im September 2014.
Attention – A life in Extremes ist der erste europäische Dokumentarfilm sowie die erste österreichische Kinoproduktion im Tonsystem Dolby Atmos.

## Inhalt
Der Film begleitet seine drei Protagonisten während der Verfolgung ihrer sportlichen Ziele und stellt das Umfeld, die Begleiter und auch die Kritiker dar. Dabei soll der Frage nach der Besonderheit dieser Menschen nachgegangen werden, wie auch ihren Beweggründen.
Rund um die Geschichte der drei Ausnahmeathleten werden die Risiken der jeweiligen Sportart aufgezeigt. Interviews mit dem Philosophen Paul Konrad Liessmann und dem Psychologen wie Manfred Spitzer beschäftigen sich mit dem Stellenwert solcher Extreme in der gegenwärtigen Gesellschaft.

## Produktion
Die Dokumentation wurde in den USA, Frankreich, Norwegen, Deutschland, Schweiz, Südtirol und Österreich gedreht. Zum Beispiel begleitete das Filmteam drei Mal Gerhard Gulewicz beim Race Across America, Guillaume Néry bei seinen Weltmeisterschaften in Kalamata und Nizza sowie Halvor Angvik bei seinen Flügen am Monte Brento, Lauterbrunnen und Norwegen.
Gefördert wurde der Film vom Österreichischen Filminstitut, ORF Film u. Fernseh-Abkommen und vom „Filmstandort Austria“ (FISA).

## Kritiken
„Der Kinofilm ‚Attention – A Life in Extremes‘ setzt sich in kritischer Distanz mit dem Phänomen Extremsport auseinander. In eindrucksvollen Bildern berichtet die 80-minütige Dokumentation über das Leben dreier Extremsportler – des norwegischen Wingsuit-Fliegers Halvor Angvik, des französischen Apnoetauchers Guillaume Néry und des österreichischen Extremradfahrers Gerhard Gulewicz – sowie ihr Streben, an die eigenen Grenzen zu gehen und neue Rekorde aufzustellen. Anhand dieser Geschichten und mit Hilfe von Interviews mit Philosophen wie Konrad Paul Liessmann bieten die Macher des Films einen ungewöhnlichen Blickwinkel auf die immer extremer werdenden Ausprägungen unserer Gesellschaft.“